# Скуттерудит
Скуттеруди́т (англ. Skutterudite), кубический колчедан, шпейсовый кобальт, реже твёрдый кобальтовый колчедан или тессеральный колчедан — минерал, арсенид кобальта и никеля, определяющий для изоморфической группы скуттерудита. Общая теоретическая химическая формула минералов группы (Co, Ni)As3 (CoAs3).
В группу входят собственно скуттерудит CoAs3 и его разновидность смальтин (шпейсовый кобальт), никельскуттерудит (хлоантит, никелевый колчедан (NiAs2−3), ферроскуттерудит, саффлорит (Fe, Co)As2 (CoAs2). Максимальное количество кобальта содержит смальтин (шмальтин CoAs2 или CoAs3−2; до 24 %), никеля — хлоантит (NiAs3−2; до 21 %) и раммельсбергит — NiAs2.
Название происходит от Скуттеруда (норв. Skutterud) в Норвегии, где минерал был впервые обнаружен в 1845 году.

## Свойства
Скуттерудит образуется в результате среднетемпературных гидротермальных процессов, встречается в рудах кобальта с другими арсенидами кобальта и никеля. Кристаллы изометрические, мелкие, обычно восьмигранные собранные в мелкие друзы; агрегаты зернистые, пёстрые скопления с вкрапленными зёрнами, плотные, почковидные корки.
Растворяется в азотной кислоте, окрашивая получаемый раствор в розовый цвет при значительном содержании кобальта, или зеленоватый — при преобладании никеля.
Хорошо плавится, сплавляясь в магнитный королёк с выделением запаха чеснока (мышьяка). Электропроводен.
По внешнему виду минерал можно спутать с арсенопиритом, лёллингитом.

## Месторождения
Минералы довольно редкие, встречаются в Германии (Рудные горы, Гарц), Норвегии (Скуттеруд, Конгсберг), Великобритании, Марокко (Бу-Аззер), Канаде (Онтарио), России (Сеймчан, Тыва), США (Нью-Джерси), Ираке, Киргизии (Алайский хребет), Италии (Эльба), Испании, Чехии, Польше, Венгрии, Франции.

## Применение
Скуттерудит является рудой кобальта, никеля и мышьяка. Коллекционеры ценят красивые крупные кристаллы (1-2 см), добываемые в Германии, Норвегии, Марокко.